# 4470 Сергєєв-Ценський
4470 Сергєєв-Ценський (4470 Sergeev-Censkij) — астероїд головного поясу, відкритий 31 серпня 1978 року.
Тіссеранів параметр щодо Юпітера — 3,189.